# Channahon
Channahon és una població dels Estats Units a l'estat d'Illinois. Segons el cens del 2008 tenia 14.000 habitants.

## Demografia
Segons el cens del 2000, Channahon tenia 7.344 habitants, 2.279 habitatges, i 1.989 famílies. La densitat de població era de 393,3 habitants/km².
Dels 2.279 habitatges en un 50,8% hi vivien nens de menys de 18 anys, en un 78,6% hi vivien parelles casades, en un 5,4% dones solteres, i en un 12,7% no eren unitats familiars. En el 10% dels habitatges hi vivien persones soles el 2,8% de les quals corresponia a persones de 65 anys o més que vivien soles. El nombre mitjà de persones vivint en cada habitatge era de 3,22 i el nombre mitjà de persones que vivien en cada família era de 3,47.
Per edats la població es repartia de la següent manera: un 32,8% tenia menys de 18 anys, un 7,2% entre 18 i 24, un 33,8% entre 25 i 44, un 20,9% de 45 a 60 i un 5,3% 65 anys o més.
L'edat mediana era de 34 anys. Per cada 100 dones de 18 o més anys hi havia 102,7 homes.
La renda mediana per habitatge era de 71.991 $ i la renda mediana per família de 74.481 $. Els homes tenien una renda mediana de 52.479 $ mentre que les dones 31.692 $. La renda per capita de la població era de 22.867 $. Aproximadament l'1,8% de les famílies i l'1,7% de la població estaven per davall del llindar de pobresa.

## Poblacions properes
El següent diagrama mostra les poblacions més properes.